# Manhattan (Fernsehserie)
Manhattan (auch als MANH(A)TTAN dargestellt) ist eine US-amerikanische Fernsehserie, die sich mit dem Manhattan-Projekt, dem ersten Großprojekt zum Bau einer Atombombe, befasst. Die erste Staffel wurde vom 27. Juli 2014 bis zum 19. Oktober 2014 beim Sender WGN America ausgestrahlt. Nach Salem handelt es sich um die zweite Eigenproduktion des Senders.
Aufgrund für den Sender zufriedenstellender Quoten wurde die Serie um eine zweite Staffel verlängert, die vom 13. Oktober 2015 bis zum 15. Dezember 2015 ausgestrahlt wurde. Da diese unverhältnismäßig niedrige Einschaltquoten bescherte, beschloss der Sender, keine 3. Staffel zu bestellen.

## Inhalt
Die Ereignisse spielen sich im Jahr 1943 während der Arbeiten am Manhattan-Projekt und konzentrieren sich auf die Wissenschaftler des „Projekts Y“ und ihre Familien im neu gegründeten Los Alamos National Laboratory in New Mexico. Diese Großforschungseinrichtung gleicht einer Stadt, von der aber die Außenwelt nichts weiß. Die Bundesregierung teilt den Wissenschaftlern nur das mit, was sie unbedingt wissen müssen, während sie ihrerseits die Geheimnisse vor ihren Familien geheim halten.
Der Doktor der Physik, Charlie Isaacs, kommt zusammen mit seiner Frau Abby und seinem Sohn Joey in Los Alamos an, ohne zu wissen, welche Art von Arbeit ihn erwartet. Er landet in der Abteilung von Reed Ackley, die an einem Kanonenmodell einer Atombombe arbeitet. Gleichzeitig gibt es in Los Alamos eine zweite kleine Abteilung, die ein Implosionsbombenmodell entwickelt, aber keine angemessene Finanzierung erhält. Diese Abteilung wird von Dr. Frank Winter geleitet.
Während die Männer Überstunden an der Bombe machen, versuchen ihre Frauen, sich an ihr neues Leben anzupassen. Lisa Winter, Franks Frau, ist eine bekannte Botanikerin und Nobelpreisträgerin. In Los Alamos erhält sie aus Prinzip keinen Job und wird gezwungen, eine einfache Hausfrau zu sein, die nichts über die Ziele des Projekts weiß. Charlie Isaacs‘ Frau Abby, die noch nie zuvor gearbeitet hat, bekommt dagegen eine Anstellung in einer Telefonzentrale und hört so Telefongespräche ab.
Los Alamos wird vollständig von der Armee kontrolliert. Obwohl das Projekt einen wissenschaftlichen Leiter, Robert Oppenheimer, hat, liegt die eigentliche Macht in den Händen der militärischen Führung. Trotz strenger Zensur- und Informationsteilungsmaßnahmen taucht in Los Alamos ein Spionagenetzwerk auf. Der Vorfall mit der Gefangennahme des ersten Spions am Unabhängigkeitstag bringt die Ereignisse der Serie in Gang. An der Konfrontation sind die Kanonen- und Implosionsabteilungen, Ehemänner und Ehefrauen, Zivilisten und Militärs, weiße Amerikaner und die Ureinwohner dieser Orte beteiligt.

## Hintergrund
Obwohl in Manhattan einige historische Figuren auftreten wie zum Beispiel Robert Oppenheimer, sind die meisten Charaktere fiktiv und die Serie hat nicht den Anspruch, die historische Genauigkeit zu wahren. Die am echten „Manhattan-Projekt“ Mitwirkenden wie der Nobelpreisträger Enrico Fermi, der im September 1944 an den Standort zog und Emilio Segrè kommen in der Fernsehserie nicht vor.

## Besetzung und Synchronisation
Die deutsche Synchronisation erfolgte durch die Film- & Fernseh-Synchron GmbH in München unter der Dialogregie von Peter Woratz.

### Hauptbesetzung
| Rollenname             | Schauspieler         | Folgen | Synchronsprecher         |
| ---------------------- | -------------------- | ------ | ------------------------ |
| Dr. Frank Winter       | John Benjamin Hickey | 23     | Frank Röth               |
| Dr. Liza Winter        | Olivia Williams      | 23     | Claudia Urbschat-Mingues |
| Dr. Charlie Isaacs     | Ashley Zukerman      | 23     | Benedikt Gutjan          |
| Abby Isaacs            | Rachel Brosnahan     | 23     | Farina Brock             |
| Dr. Glen Babbit        | Daniel Stern         | 15     | Andreas Borcherding      |
| Dr. Helen Prins        | Katja Herbers        | 23     | Kathrin Gaube            |
| Paul Crosley           | Harry Lloyd          | 23     | Johannes Raspe           |
| Callie Winter          | Alexia Fast          | 11     | Leslie-Vanessa Lill      |
| Jim Meeks              | Christopher Denham   | 23     | Daniel Schlauch          |
| Louis „Fritz“ Fedowitz | Michael Chernus      | 23     | Christian Weygand        |
| Colonel Emmett Darrow  | William Petersen     | 10     | Dieter Memel             |

### Nebenbesetzung
| Rollenname                      | Schauspieler   | Folgen | Synchronsprecher |
| ------------------------------- | -------------- | ------ | ---------------- |
| Dr. Reed Akley                  | David Harbour  | 10     | Peter Flechtner  |
| Professor J. Robert Oppenheimer | Daniel London  | 8      | Manou Lubowski   |
| Colonel Alden Cox               | Mark Moses     | 8      | Thomas Rauscher  |
| Mr. Fisher „Occam“              | Richard Schiff | 9      | Kai Taschner     |

## Rezeption

### Kritiken
Oliver Armknecht von film-rezensionen.de meinte: „Filme und Serien zum zweiten Weltkrieg muss man nicht unbedingt erst noch suchen, da wurde so ziemlich jedes Feld aus dem Kriegsschauplatz abgegrast, das sich finden ließ. Dachte man. Manhattan nimmt sich dabei eines Themas an, das tatsächlich selten beleuchtet wurde.“ „Immer wieder haben die Protagonisten, welche sich der Tragweite ihrer Forschung bewusst sind, mit Selbstzweifeln zu kämpfen. Was ist die richtige Entscheidung, wenn beide Alternativen – mitmachen oder nicht – unzählige Opfer nach sich ziehen werden? Gibt es diese richtige Entscheidung überhaupt? Auch wenn am Ende nur wenige sich konsequent der Superwaffe verweigern, man muss es Manhattan zumindest anrechnen, dass beide Seiten zu Wort kommen.“
Die FAZ urteilte: „Ein Haufen Nuklearwissenschaftler, zusammengepfercht in einem trostlosen Ort ohne Namen.“ „Der Produzent und Regisseur Thomas Schlamme […] inszeniert dagegen mit dem Stilbewusstsein von Mad Men - in verblichenen Ockertönen, die wie das Klischee historischer Verortung wirken würden, wenn sie nicht mit einem Ensemble scharfkantiger Figuren kontrastierten.“
Gero von Randow schrieb für Zeit online: „In der TV-Serie geht es laut und hektisch zu. Schließlich ist Krieg. Der Bombenbau ist ein militärisches Projekt. Und wenn auch die Details allesamt aus einer anderen Zeit stammen (die Serie bemüht sich um Authentizität, obwohl die meisten ihrer Figuren fiktiv sind) – der Zuschauer kann sich eines vertrauten Gefühls nicht erwehren, das ihn allmählich ergreift: Irgendetwas ist da wie heute. Was wird es wohl sein? Es ist die Atmosphäre des Ausnahmezustands. Der existenziellen Gefahr und Dringlichkeit, der permanenten Präsenz des Krieges. Zeitnäher könnte eine historische Fernsehserie nicht wirken als diese, die von unerhörten Ereignissen inmitten eines Weltdramas handelt.“

### Auszeichnungen
Die Serie gewann den Primetime Emmy Award für herausragendes Haupttiteldesign bei der Primetime-Emmy-Verleihung 2015 und gewann auch den Preis für herausragendes Titeldesign beim South by Southwest 2015. Justin Kirk wurde bei den 6. Critics’ Choice Television Award für den Critics’ Choice Television Award als bester Gastdarsteller in einer Dramaserie nominiert.